# Association sportive Étoile de Matoury
Maillots
L’Association Sportive Étoile de Matoury est un club guyanais de football basé à Matoury.

## Palmarès
| Palmarès |
| - Championnat de Guyane (2 fois) : - Champion : 2023, 2024. - Vice-champion : 2018 - Coupe de Guyane (4 fois) : - Vainqueur : 2018, 2019, 2024, 2025. - Finaliste : 2016 - Coupe de France Régionale (3 fois) : - Vainqueur : 2017 ; 2018 ; 2024 - Coupe VYV (1 fois) : - Vainqueur : 2024 |

## Anciens joueurs
🇬🇫 CHARLEC Zedan

🇬🇫 Adam Dylan 